# Чефала-Діана
Чефала-Діана (італ. Cefalà Diana, сиц. Cifalà Diana) — муніципалітет в Італії, у регіоні Сицилія,  метрополійне місто Палермо.
Чефала-Діана розташована на відстані близько 450 км на південь від Рима, 24 км на південний схід від Палермо.
Населення — 1055 осіб (2014).

## Демографія
Населення за роками:

Станом на 1 січня 2023 року в муніципалітеті офіційно проживало 13 іноземців з 4 країн, серед них 9 громадян країн Євросоюзу.

## Сусідні муніципалітети
- Маринео
- Меццоюзо
- Віллафраті